# Hard Drivin'
Hard Drivin' è un videogioco arcade di genere simulatore di guida pubblicato nel 1989 dalla Atari Games e convertito nel 1989-1991 per i computer Amiga, Amstrad CPC, Atari ST, Commodore 64, DOS e ZX Spectrum e per le console Atari Lynx e Sega Mega Drive.
È un precoce esempio di simulatore di guida dotato di grafica tridimensionale poligonale piena; la macchina arcade sfrutta due GPU TMS34010. La critica fu generalmente entusiasta della versione arcade, mentre le opinioni sulle conversioni variano.
Hard Drivin' è incluso anche nella raccolta Midway Arcade Treasures 2 (2004) per piattaforme più moderne.
Ebbe due seguiti indipendenti: Race Drivin' (1990), arcade convertito per varie piattaforme, e Hard Drivin' II: Drive Harder (1991), uscito solo per alcuni computer.

## Modalità di gioco
Il gioco è un simulatore di guida di auto sportiva, con visuale tridimensionale in prima persona dall'abitacolo e comandi realistici. La versione arcade è dotata di volante con effetto force feedback, leva del cambio a 4 marce, tre pedali (acceleratore, freno e frizione) e perfino una chiave di avviamento per partire. Il cabinato era prodotto in versione con abitacolo e sedile regolabile, oppure compatta con piccolo sedile incorporato senza schienale.
Le conversioni per Amiga, DOS e ST permettono di guidare con joystick o mouse e di cambiare le marce con joystick o tastiera, mentre le conversioni Amstrad, C64 e Spectrum, dotate di visuale monocromatica, consentono di fare tutto con joystick o tastiera; in assenza di volante un indicatore sul cruscotto mostra quanto è attualmente inclinato lo sterzo.
A inizio partita si può scegliere se utilizzare il cambio manuale o automatico. In alcune conversioni si può selezionare anche il livello di difficoltà e se la guida è a destra o a sinistra.
C'è un unico circuito, la cui mappa viene mostrata nell'introduzione, che si dirama in due percorsi. Poco dopo la partenza si incontra un bivio con segnaletica che permette di scegliere tra la pista acrobatica (comprendente una curva parabolica, un salto su un ponte levatoio e un giro della morte) oppure quella di velocità. 
Il giocatore ha un determinato tempo per raggiungere il successivo checkpoint o il traguardo.
Sulla strada bisogna evitare altri autoveicoli e camion che viaggiano in entrambi i sensi. In caso di incidente viene mostrato un replay istantaneo dell'azione da un'angolazione in terza persona.
Se si esce fuori pista parte un conto alla rovescia di 10 secondi entro i quali bisogna rientrare in carreggiata. Dopo ogni errore si riparte da bordo strada con perdita di tempo.
Se si completa il percorso con tempi sufficientemente buoni, si affronta infine una gara a due nella pista acrobatica contro Phantom Photon, un'auto ghost controllata dal computer, senza possibilità di errori. In caso di vittoria, la prestazione del giocatore diventa il nuovo record da battere al posto di Phantom Photon.